# 长矛锥蛳螺
长矛锥蛳螺（学名：Eglisia lanceolata），是异腹足目海蛳螺科锥蛳螺属的一种。主要分布于台湾，常栖息在浅海沙底。